# Tennōji, Ōsaka
Tennōji (天王寺区) là quận thuộc thành phố Ōsaka, Nhật Bản. Tính đến ngày 1 tháng 10 năm 2020, dân số ước tính của quận là 82.148 người và mật độ dân số là 17 người/km2. Tổng diện tích của quận là 4.840 km2.